# Jan II van Wassenaer

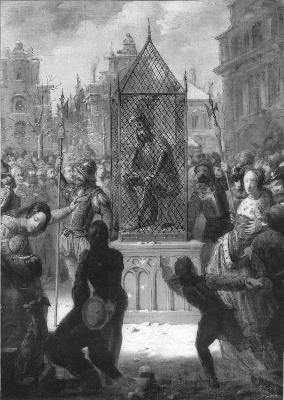
Jan van Wassenaar exposé dans une cage de fer (1512), dessin de Barend Wijnveld.

Jan II van Wassenaer (1483 - Leeuwarden, 4 décembre 1523) est un seigneur de guerre au service des Habsbourg et le dernier vicomte de Leyde.

## Biographie
Jan II est le fils de Jan I van Wassenaer (1427 - 1er août 1496), seigneur de Wassenaar et vicomte de Leyde.
Il a combattu dans l'armée impériale pendant le siège de Pavie en 1509 et a été blessé à la mâchoire perdant sept dents. L'empereur Maximilien Ier d'Autriche est venu lui rendre visite personnellement à l'infirmerie. Avec d'autres nobles et avec le roi danois, il a également combattu la ville libre de Lübeck.
En 1511, il épousa Josina van Egmond (fille de Jean III d'Egmont). Pour autant que l'on sache, ils ont eu deux filles : Maria (- 1544) et Margaretha (- 1556 ou 1557). Il avait également un fils illégitime: Andries van Wassenaar (1517-1597), qui était marié à Digna van Brakell.
Maria a épousé Jacques de Ligne et après la mort de Jan, les possessions de Wassenaar, y compris la vicomté de Leyde, sont passées à la famille De Ligne.
En 1512, il a vaincu les troupes de Gueldre à Jutphaas avec 200 cavaliers et 600 fantassins. Bien qu'il ait remporté la bataille, plus tard dans la journée, il a été pris dans une embuscade tendue par les Gueldrois et probablement emmené d'abord à Wageningue puis à Hattem. Il passe alors deux ans de captivité dans une cage attachée à une poulie de l'une des tours de ville du Dikke Tinne, régulièrement exposé au public. En 1514, il est libéré, après le paiement d'une rançon de 20 000 livres.
Le 6 novembre 1516, il est fait chevalier de la Toison d'or et nommé stathouder de la Frise. La même année, il est arrivé avec une armée à Harlingen et a assiégé Dokkum. Il était présent au couronnement de Charles Quint en 1520.
En 1523, il devint commandant en Frise et le 26 juin 1523, il captura la ville de Workum. Début décembre 1523, il assiège la ville de Sloten. Selon une légende, alors qu'il vérifiait des sentinelles en faction, une femme vêtue de blanc est apparue en pleurant : Hier en nergens anders zult gij omkomen (Ici et nulle part ailleurs, vous périrez). Le lendemain, il a été blessé par une balle de mousquet dans le bras. Il est décédé le 4 décembre 1523 à Leeuwarden. Il est enterré à la Kloosterkerk (nl) à La Haye.

## Anecdotes
Il apparaît dans le Recueil d'Arras sur le folio n°194.

## Galerie héraldique

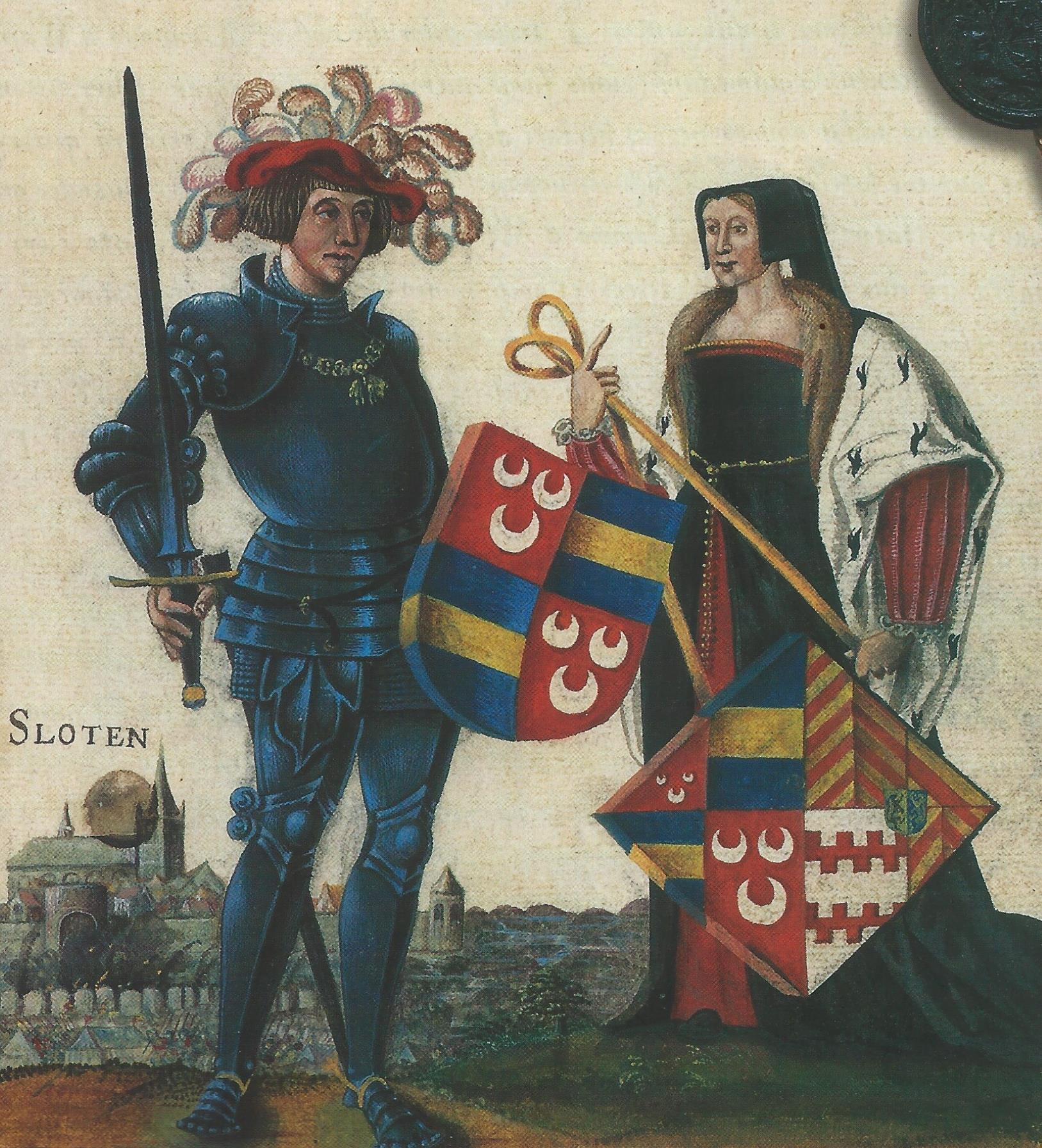
Jan et son épouse vers 1560.
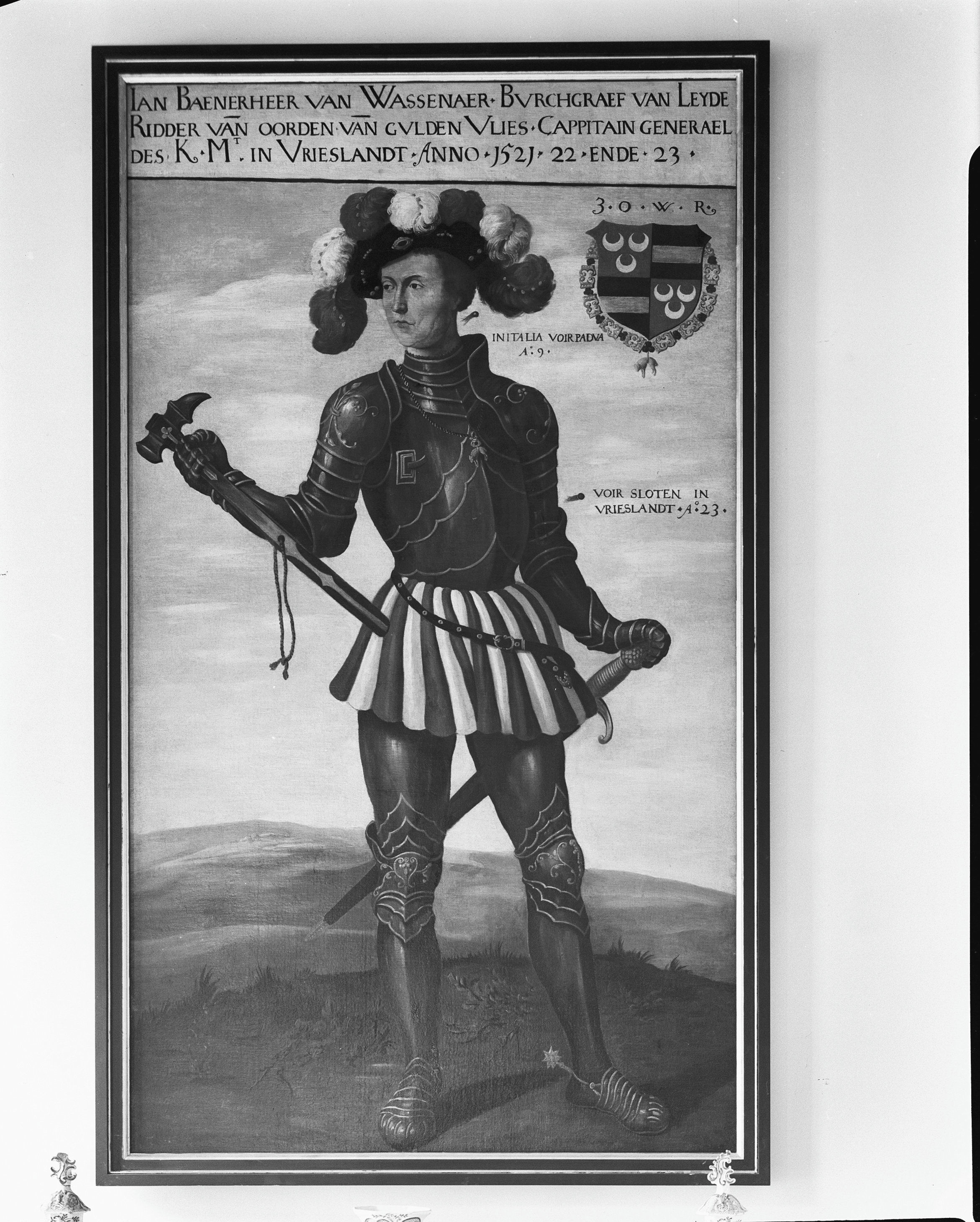
Portrait en pied de Jan van Wassenaer, burggraaf/vicomte de Leyde.

## Sources
- Wigholt Tjerk VLEER, De Friese Wassenaars, Wassenaar-Comité, Drachten, 1963[2]
- Kees KUIKEN, Bonteman alias Wassenaar. Fictie en verbeelding van een 16de-eeuwse migrantenfamilie, in: De Nederlandsche Leeuw, jg. 118 (2001), nr. 11-12
- Nieuw Nederlandsch Biografisch Woordenboek, deel 2, p. 1528